# 海科館車站
海科館車站位於基隆市中正區長潭里及砂子里交界，為臺灣鐵路公司深澳線的鐵路車站，為了供國立海洋科技博物館聯外交通使用而設站，於2014年1月9日啟用，是台鐵地理位置最北的車站。

## 車站概要
本站隨深澳線復駛通車後，為現今臺鐵最北端車站（通車前為基隆車站、歷史上最北為台鐵淡水車站）。目前為招呼站，並指定由瑞芳站管理。在2018年10月科工館車站與美術館車站啟用前，本站是台鐵唯一以博物館命名的車站。

## 車站構造
- 岸式月台一座，設有列車接近警示燈。

## 歷史
- 2007年3月：行政院核定深澳線配合國立海洋科技博物館開館恢復部分區間客運。復駛計畫中在海科館南方的原台電員工宿舍路段由海科館負責建立車站站體。
- 2012年3月：海科館車站正式開工興建[3]。
- 2014年1月9日：深澳線復駛，本站啟用[4]。
- 2014年1月24日：因海科館站附近居民抗議列車怠速的噪音和廢氣，同年稍早局部復駛的深澳線列車，改由濱海公路旁的八斗子車站折返。[5][6]
- 2014年7月16日：深澳線與平溪線直通運轉[7]。
- 2016年12月28日：深澳線延伸復駛至八斗子，本站成為中途停靠站。

## 利用狀況
根據2024年資料，本站每日旅運量約為304，在台鐵各站中排行第183名。
| 年   | 年間    | 年間    | 年間      | 來源   | 日平均 | 日平均 |
| 年   | 上車    | 下車    | 上下車計  | 來源   | 上車   | 上下車 |
| ---- | ------- | ------- | --------- | ------ | ------ | ------ |
| 2014 | 285,098 | 287,274 | 572,372   | [ 8 ]  | 799    | 1,603  |
| 2015 | 498,770 | 509,613 | 1,008,383 | [ 9 ]  | 1,366  | 2,763  |
| 2016 | 372,372 | 375,853 | 748,225   | [ 10 ] | 1,017  | 2,044  |
| 2017 | 311,468 | 318,945 | 630,413   | [ 11 ] | 853    | 1,727  |
| 2018 | 234,266 | 238,973 | 473,239   | [ 12 ] | 642    | 1,297  |
| 2019 | 152,084 | 159,915 | 311,999   | [ 13 ] | 417    | 855    |
| 2020 | 27,473  | 33,959  | 61,432    | [ 14 ] | 75     | 168    |
| 2021 | 13,037  | 16,704  | 29,741    | [ 15 ] | 36     | 81     |
| 2022 | 17,092  | 22,287  | 39,379    | [ 16 ] | 47     | 108    |
| 2023 | 26,470  | 35,098  | 61,568    | [ 17 ] | 73     | 169    |
| 2024 | 48,314  | 62,929  | 111,243   | [ 18 ] | 132    | 304    |

## 相片集

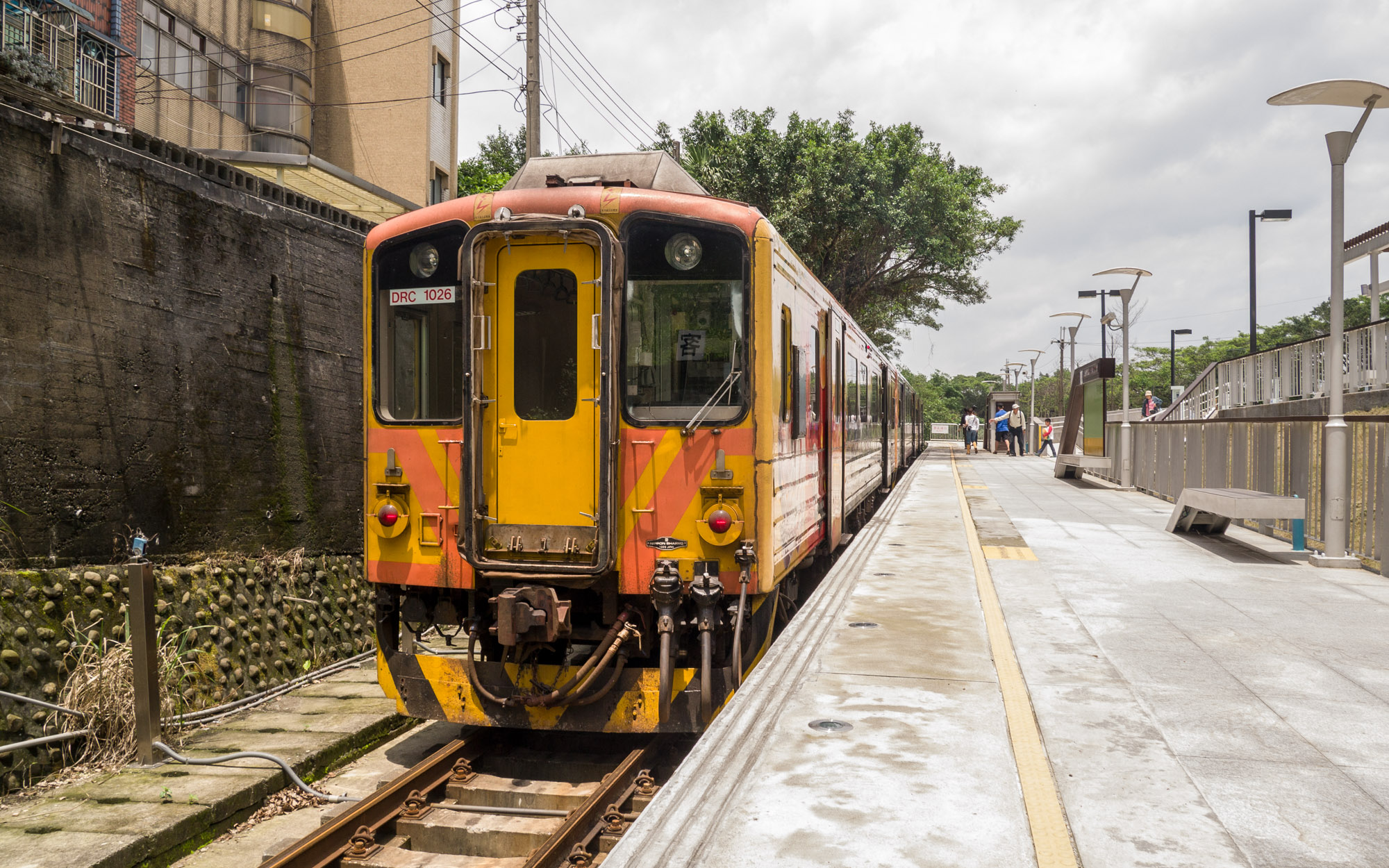
深澳線列車停靠海科館車站。
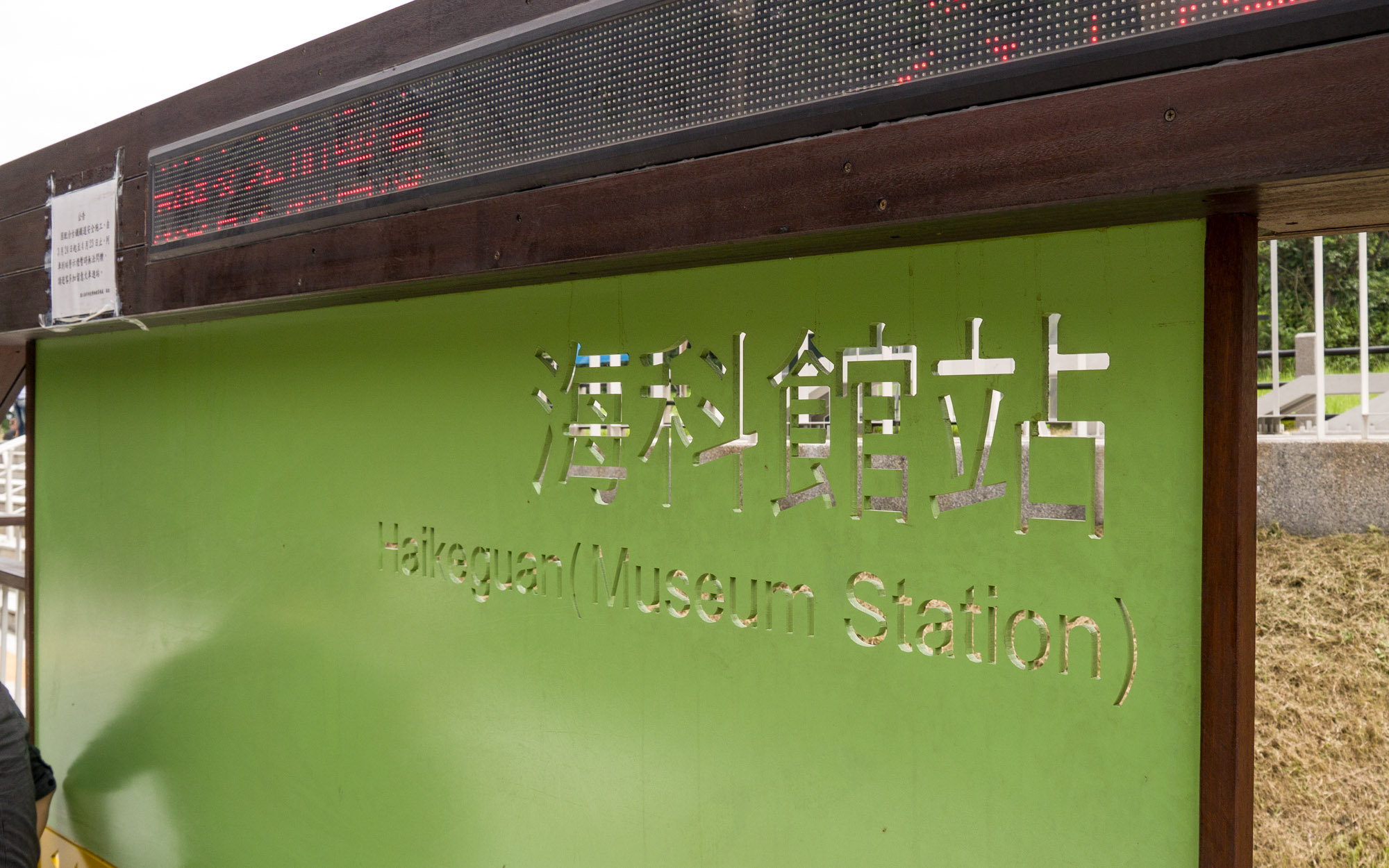
站名牌。
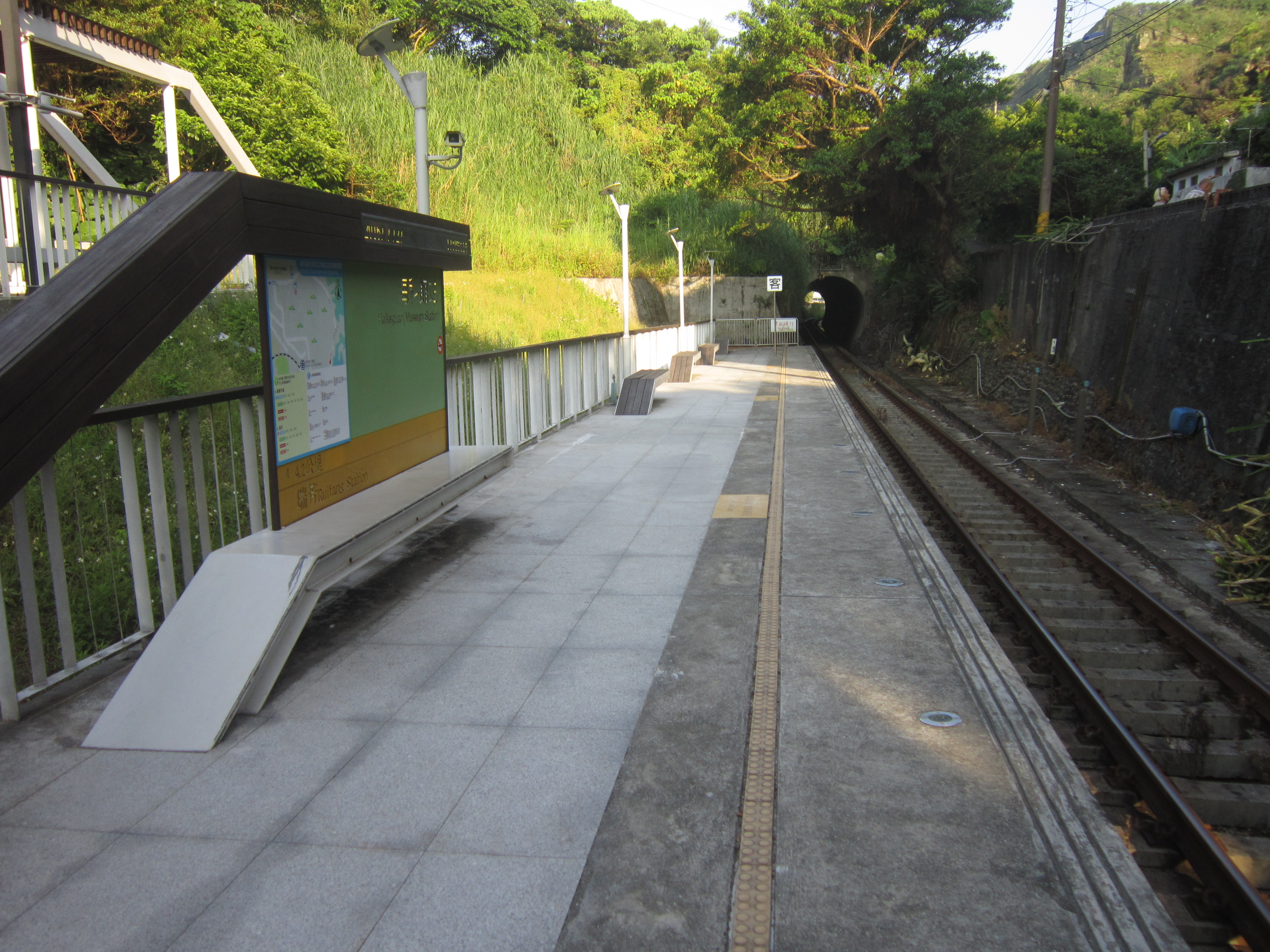
海科館車站為一座岸式月台，月台地面上有列車進站警示燈，後方隧道為往八斗子車站方向。
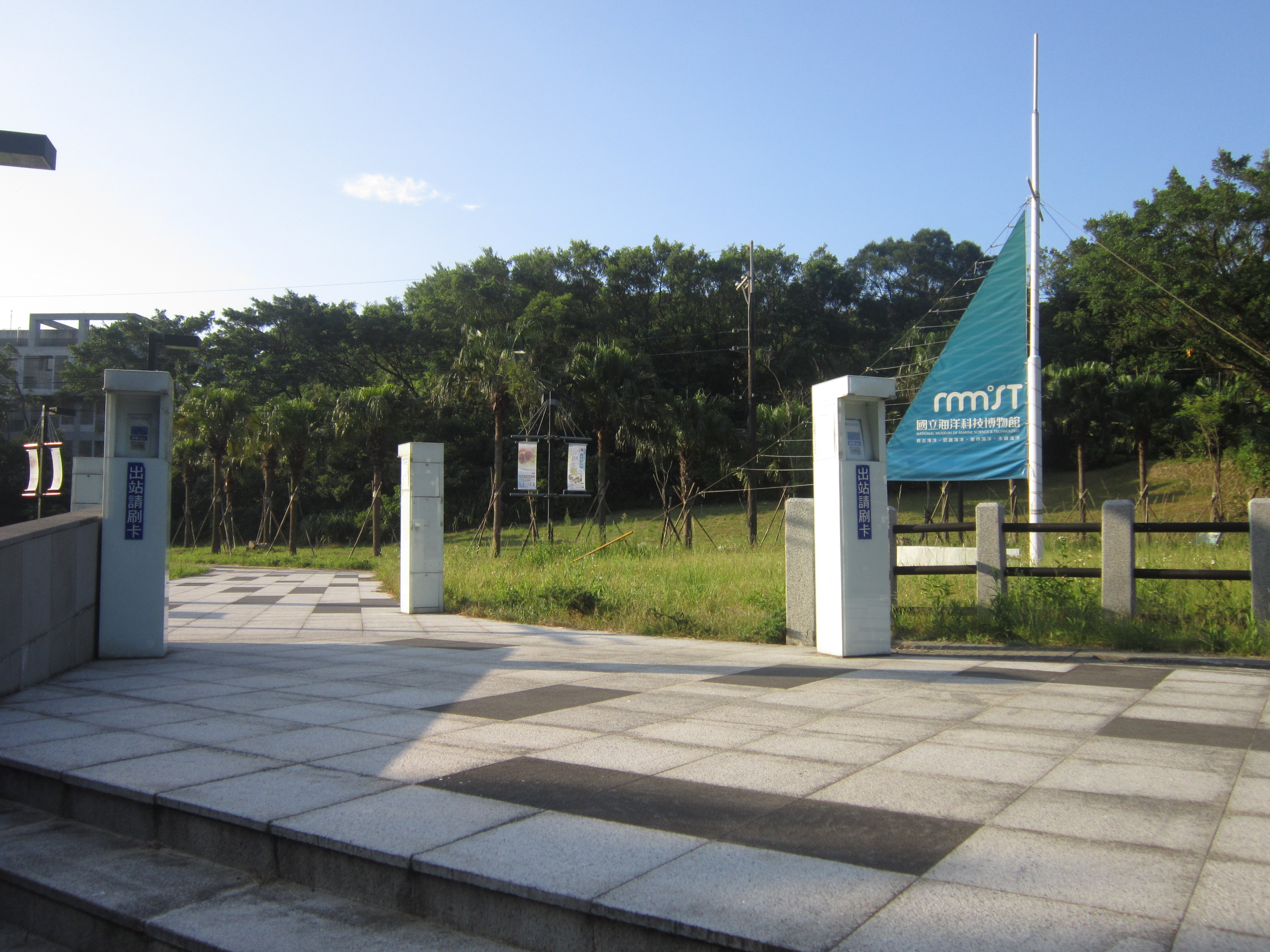
海科館車站為招呼站，乘客使用悠遊卡，在出入口的悠遊卡感應柱上，刷卡出入車站。
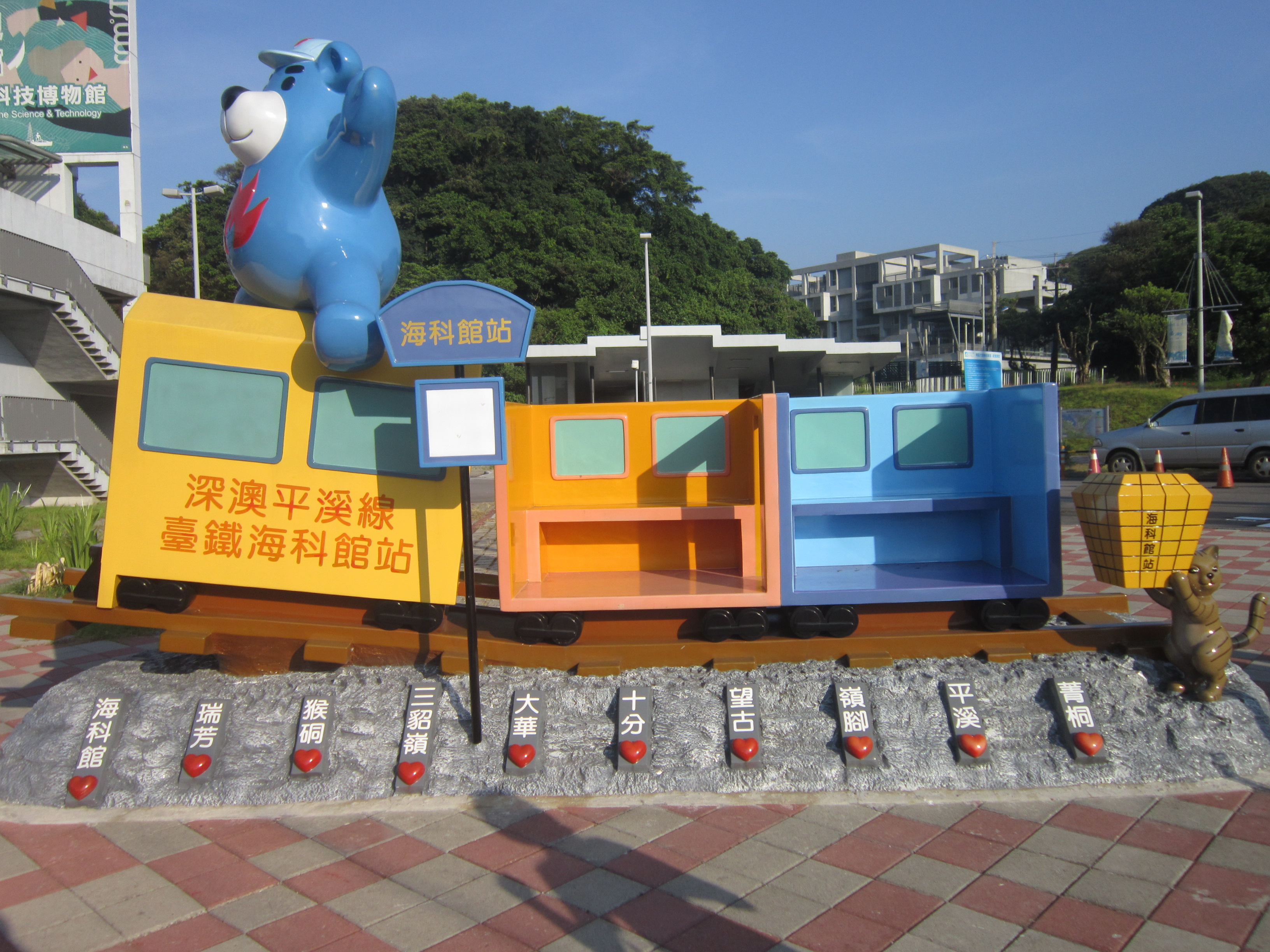
通往台鐵海科館站前的創意造型導引
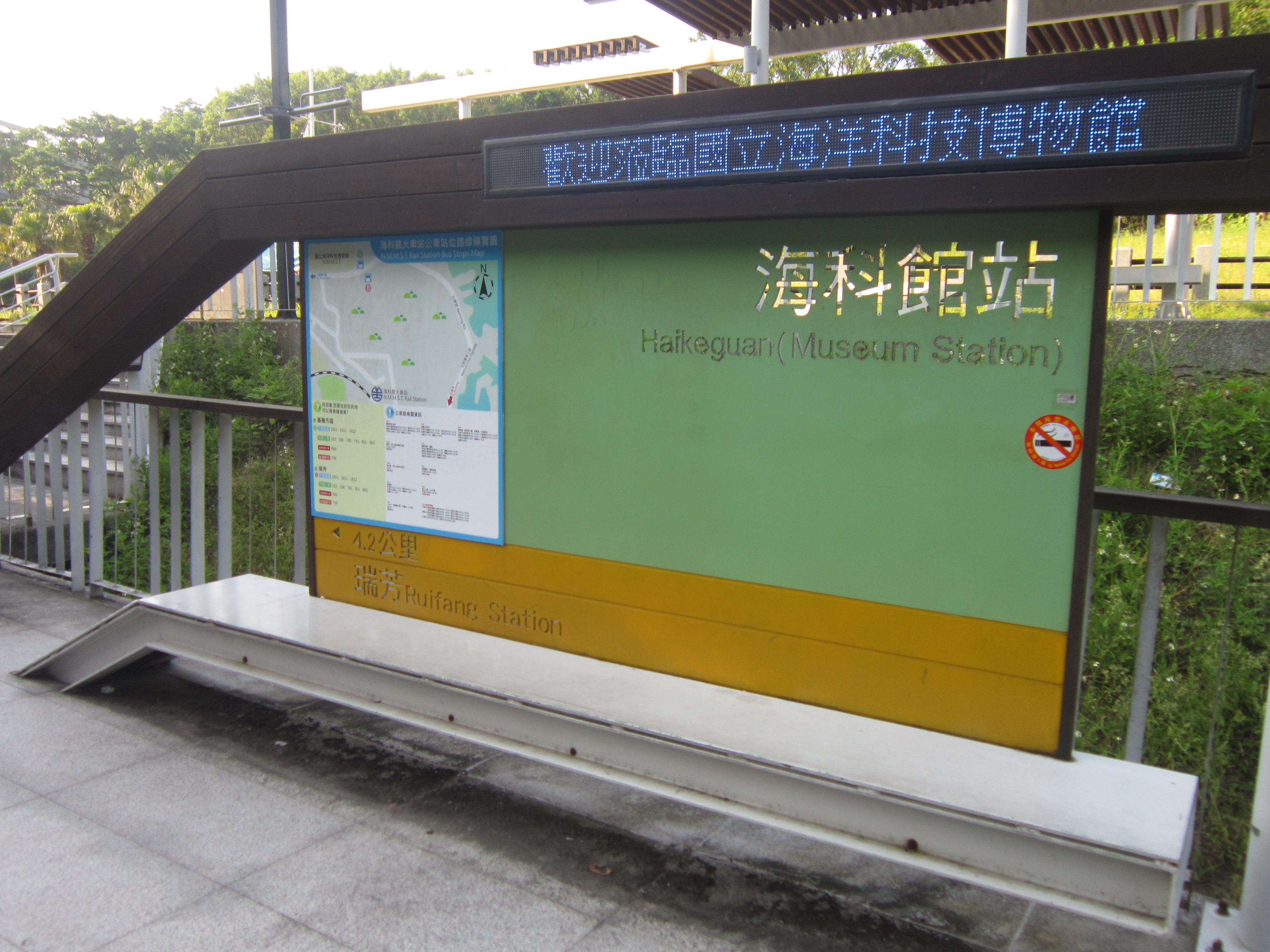
海科館車站月台上的告示板，除了站名及LED跑馬燈外，並註明與下一站的站名和站距

## 腳註

## 外部連結
- 海科館站新建狀況(2013/11/14)-台鐵影音專區 （页面存档备份，存于）
- 國立海洋科技博物館  籌建計畫 （页面存档备份，存于）
- 風華再現！台鐵深澳線9日復駛 （页面存档备份，存于）
- 國營臺灣鐵路股份有限公司 – 海科館車站 （页面存档备份，存于）